# Gare de Bilbao-Concordia
La gare de Bilbao-Concordia est la principale gare à voie métrique de la capitale de la Biscaye. Elle permet de relier Bilbao à la Cantabrie et au nord-ouest de la péninsule Ibérique.
Elle est en correspondance avec : la gare de Bilbao-Abando-Indalecio-Prieto, la station Abando du métro, un arrêt de la ligne A du tramway de Bilbao est la gare routière de Bizkaibus et Bilbobus (es).

## Histoire
Le 6 juillet 1896, a lieu l'ouverture à l'exploitation de la ligne, à voie métrique, de Santander à Bilbao, créée à l'initiative de Víctor Chávarri (es). Son terminus n'est pas dans la ville mais dans sa périphérie à la gare de Zorrotza. Cette même année la Compañía de los Ferrocarriles de Santander a Bilbao décide de prolonger sa ligne de six kilomètres jusqu'au centre de la ville, ce qui nécessite le forage d'un tunnel de 1 km. L'entreprise est couteuse, elle est estimée à 3 394 182 pesetas, car outre le coût des travaux de l'infrastructure il faut ajouter celui des terrains nécessaires à la construction de la nouvelle gare. Le chantier débute en 1896 et la gare en cours de construction accueille ses premiers trains sur un unique quai le 21 juillet 1898. Le bâtiment voyageurs construit sur un viaduc métallique est inauguré en 1902, il est dû à l'ingénieur Valentín Gorbeña, en collaboration avec l'architecte Severino Achúcarro (es). La gare abrite un buste en l'honneur de Víctor Chávarri, dû au sculpteur Miguel Blay (es).
La compagnie d'origine renonce le 31 juillet 1962, l'État reprend la ligne et crée la société publique Ferrocarriles de vía estrecha (Feve) qui exploite la ligne et donc la gare.
En 1992, Feve rénove entièrement le bâtiment pour lui redonner son aspect coloré avec des tons brillants et gais typiques de la Belle Époque. En 2001, un nouveau chantier s'intéresse au hall  à l'accès aux quais. La remise en état de la structure métallique et l'installation d'un escalier mécanique impose une redistribution des guichets et des services aux voyageurs. En 2007, ce sont les cheminements de la gare avec son environnement qui sont repris et modifiés. En 2011, 2,1 millions de francs sont investis dans la réhabilitation d'éléments de la façade et la reprise et modernisation des espaces et outils consacrés à l'administration et à la direction de l'exploitation.
L'entreprise Feve est dissoute en 2012. C'est l'Administrador de infraestructuras ferroviarias (Adif) qui devient propriétaire des infrastructures et la Renfe qui assure l'exploitation.

## Service des voyageurs

### Accueil
Elle dispose de deux accès, sa porte historique sur la rue de Bailén et un autre plus récent, sur la José María Olavarri Kalea, pour rendre les correspondances plus courtes.

### Desserte

Installations et desserte
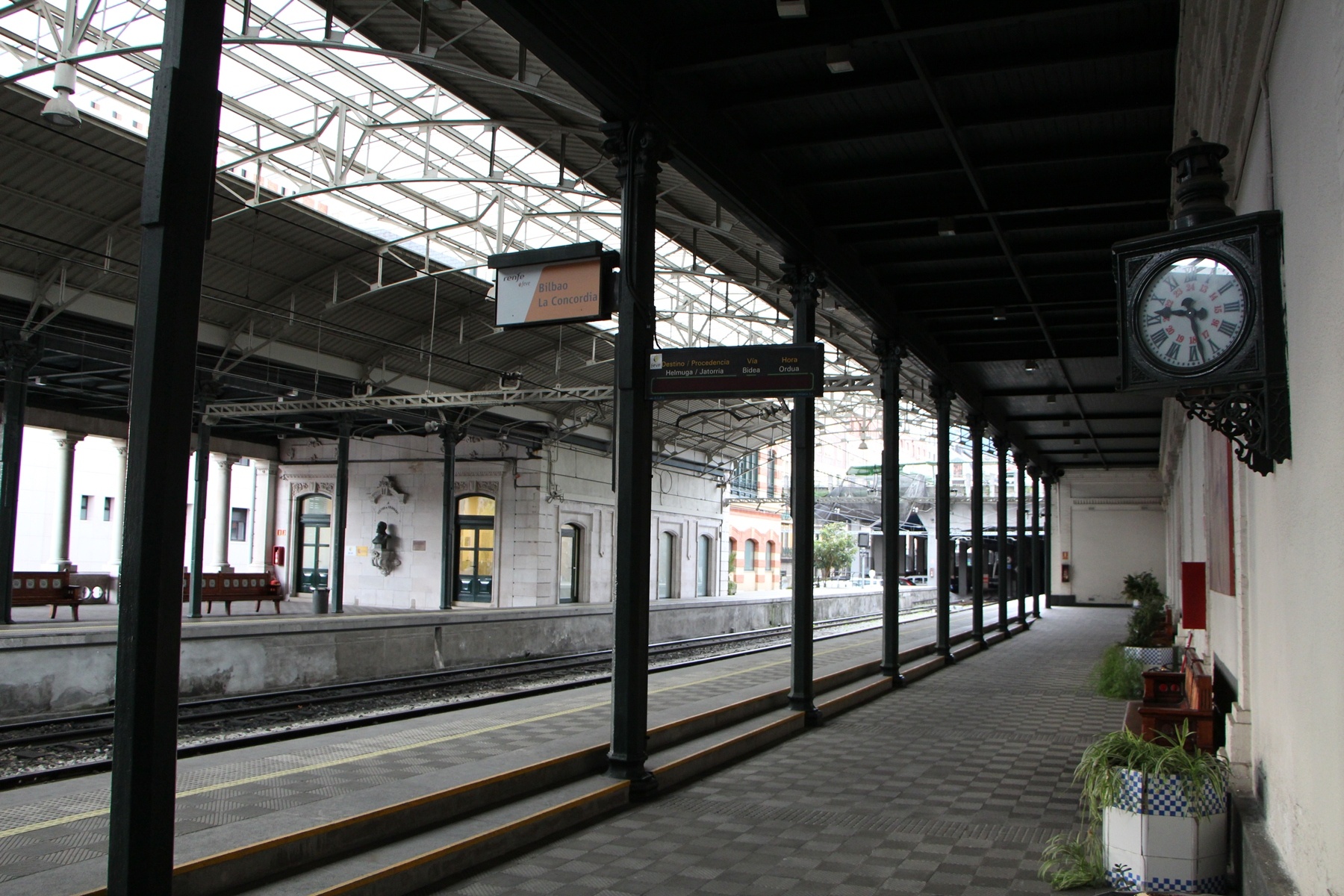
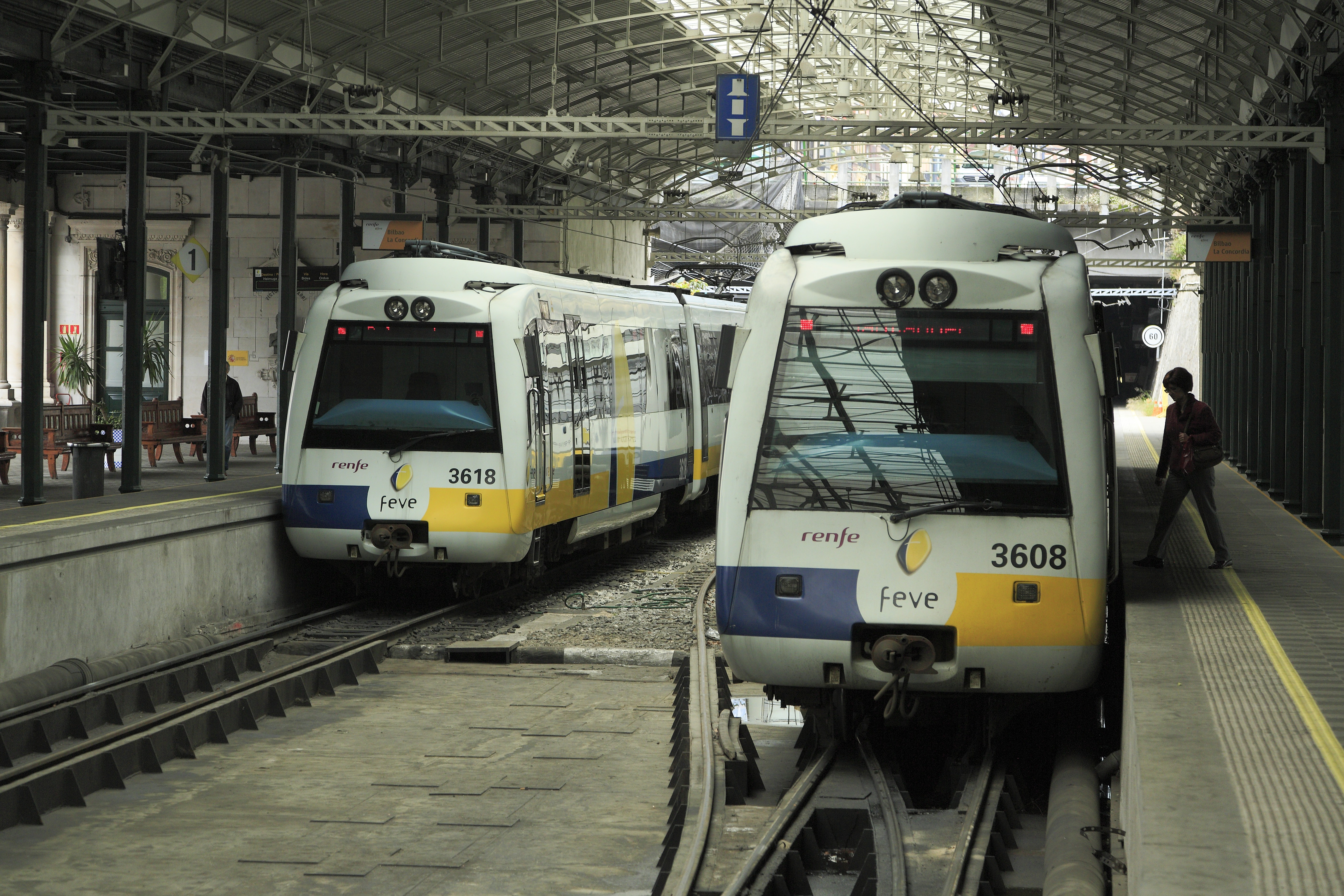
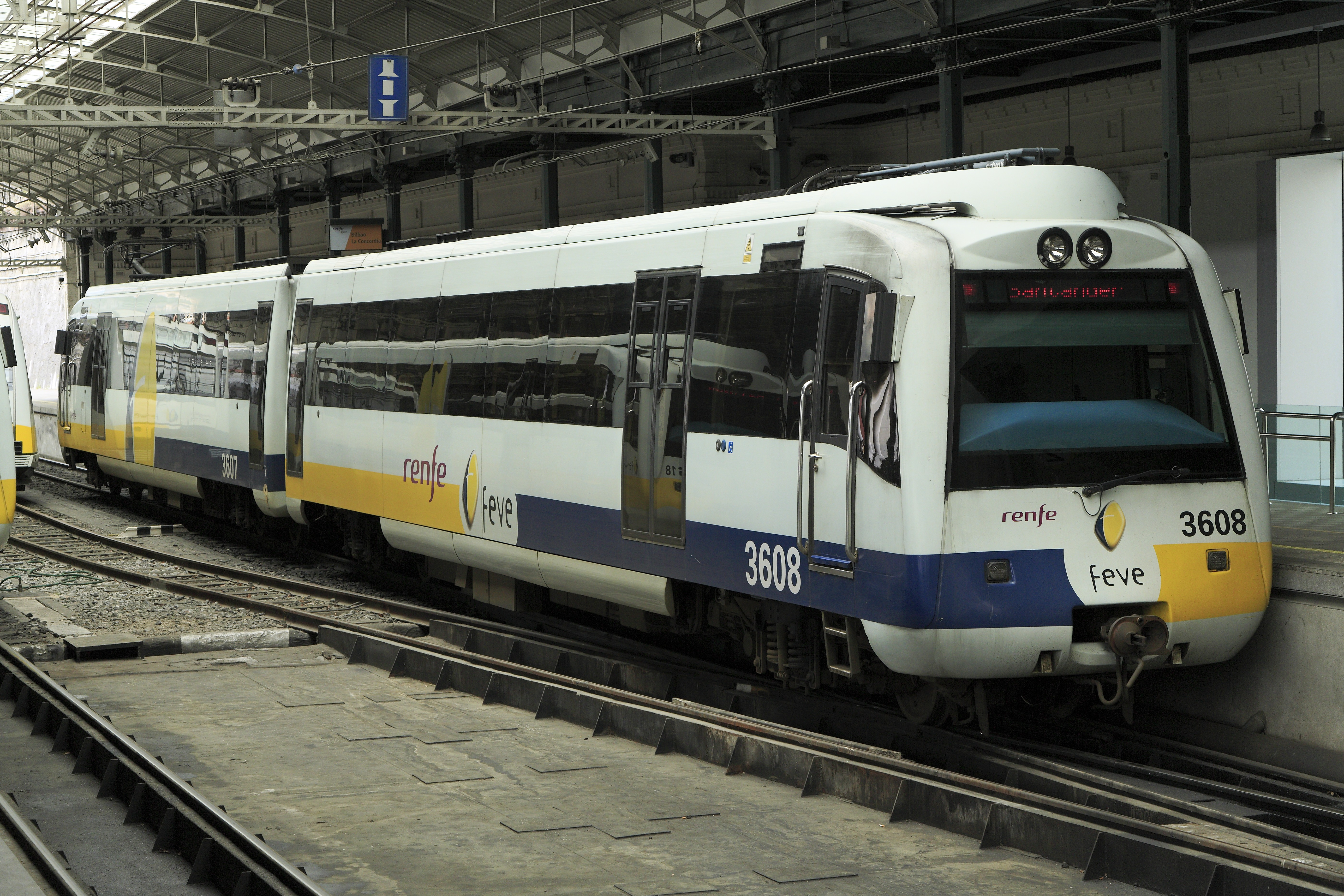

### Intermodalité
Elle est en correspondance avec : la gare de Bilbao-Abando-Indalecio-Prieto, desservie par des trains : grandes lignes vers Madrid ou Barcelone, InterCity vers Miranda de Ebro, et les lignes C-1, C-2 et C3 des trains de banlieue du réseau Cercanías Bilbao ; la station Abando, des lignes 1 et 2 du métro de Bilbao ; et un arrêt de la ligne A du tramway de Bilbao.
Elle est également à proximité d'une gare routière desservie par des bus : Bizkaibus (lignes :A2314, A2322, A2324, A3115, A3122, A3136, A3137, A3144, A3151, A3152, A3336, A3337, A3514, A3515, A3911, A3912, A3917 et A3925) et Bilbobus (es) (lignes : 01, 03, 10, 26, 30, 40, 50, 56, 58, 62, 71, 72, 75, 77, 85, A1, A2, A5, G2, G3, G4, G5, G6, G7 et G8).

## Patrimoine et art en gare
Le bâtiment de la gare est achevé en 1902. Joyau du modernisme, de style Art nouveau, il recèle nombre de détails architecturaux et décoratifs tant sur la façade qu'à l'intérieur. Restaurée en 2007, outre son activité de gare ferroviaire toujours active, elle accueille des évènements artistiques et culturels dans sa partie centrale.

Détails façade historique
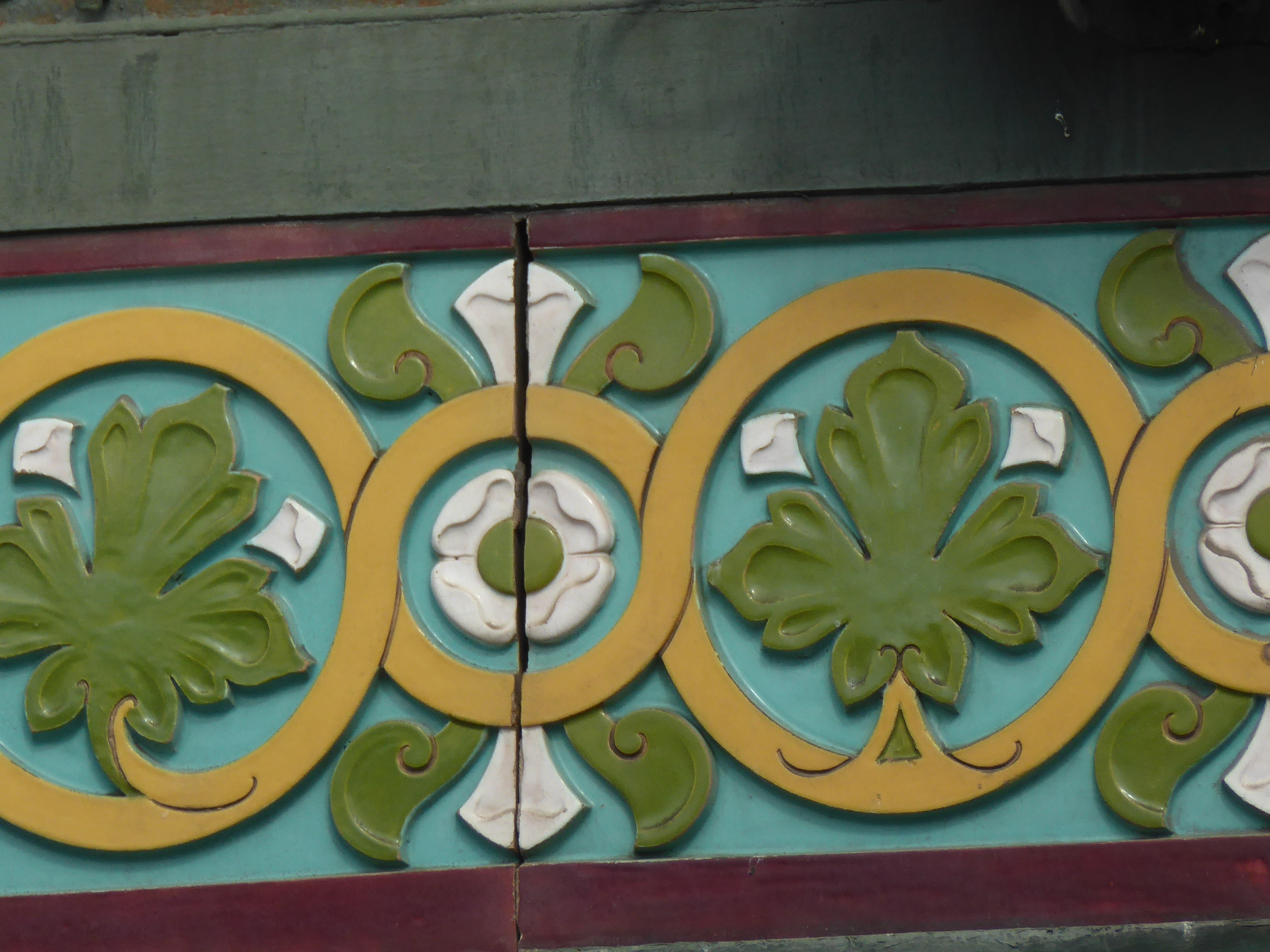
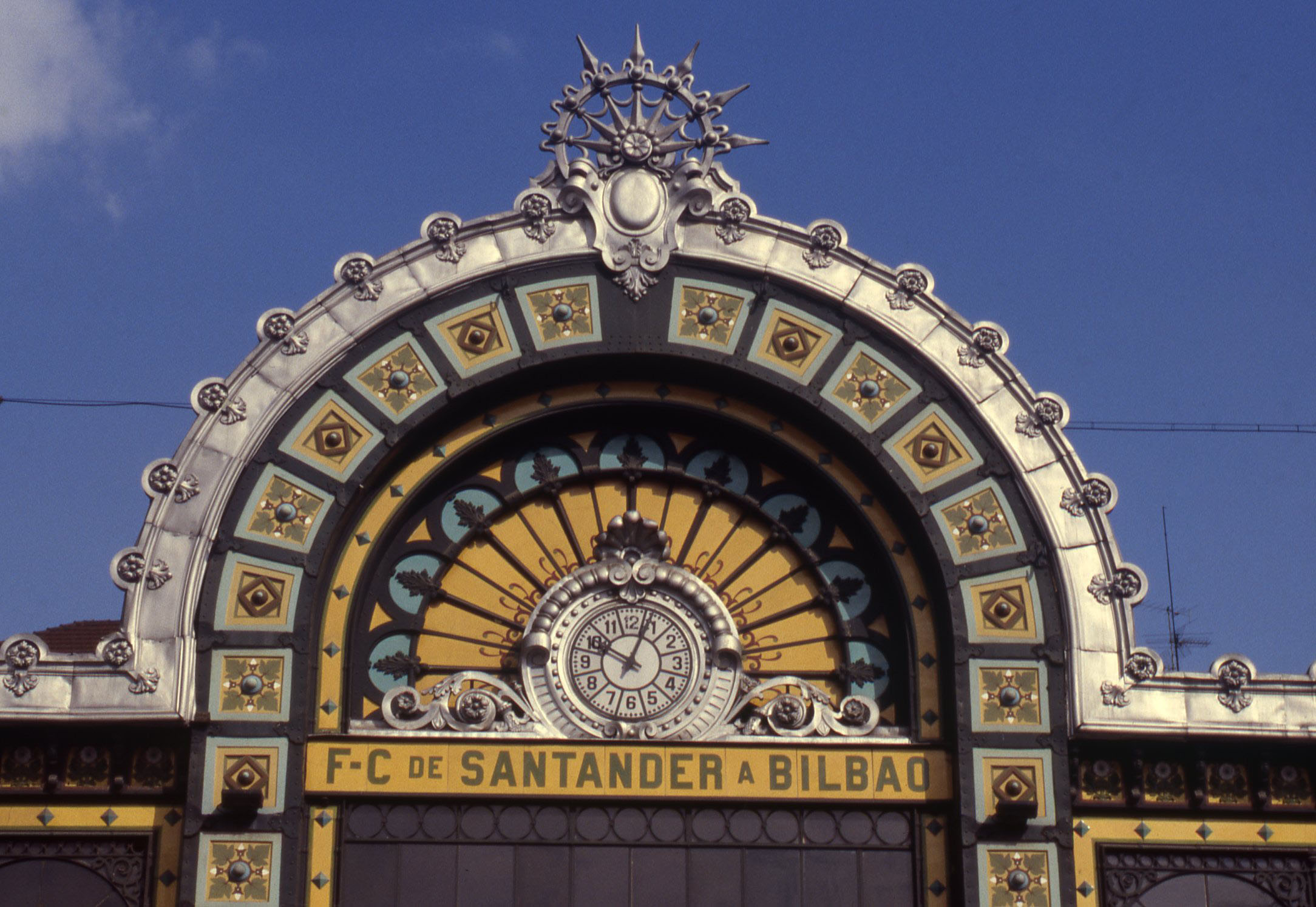
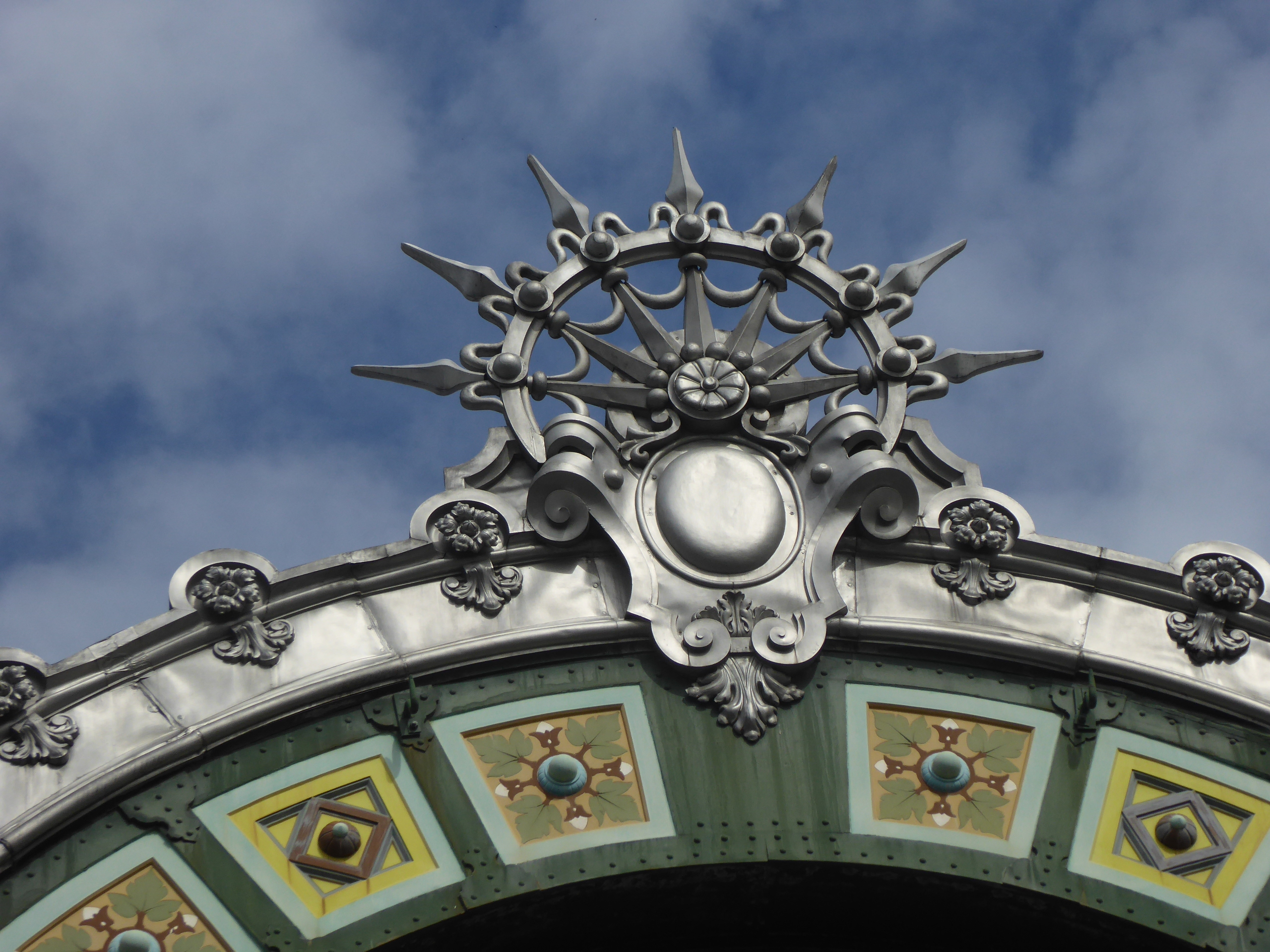

## À proximité
- Teatro Arriaga (es)